# Deir Dibwan
Deir Dibwan (àrab: دير دبوان, Dayr Dibwān) és un municipi palestí en la governació de Ramal·lah i al-Bireh al centre de Cisjordània, situat 7 kilòmetres a l'est de Ramal·lah. Segons l'Oficina Central d'Estadístiques de Palestina (PCBS), tenia 6.721 habitants en 2016. Hi havia 5.016 persones de Deir Dibwan vivint a l'estranger. Deir Dibwan es troba prop de les ruïnes d'Et-Tell.

## Nom
La paraula «Deir» vol dir monestir (església o temple) i la paraula «Dibwan» procedeix de divà o «consell». També podria haver-se anomenat Deir Dubwan, on Dubwan seria un nom propi.

## Història
Et-Tell és un monticle situat a l'oest de la vila. S'hi ha trobat ceràmica de la Mitjana Edat de Bronze, de l'Edat de Ferro, hel·lenística/romana, romana d'Orient, croada/aiúbida i mameluc.
Deir Dibwan ha estat identificat amb el lloc croat anomenat Dargebaam, o Dargiboan.

### Època otomana
S'hi ha trobat terrissa dels primers anys de l'època otomana. A finals del període otomà, el 1838, l'erudit estatunidenc Edward Robinson va declarar a Deir Dibwan "tolerablement ric" i, segons sembla, el productor de grans quantitats de figueres.
L'explorador francès Victor Guérin va visitar el poble el juliol de 1863, i va descriure que tenia cinc-cents habitants, situats en un altiplà rocós. El punt més alt de l'altiplà estava ocupat per les restes d'una antiga construcció, que es coneixia com a Ed-Deir (el monestir). També assenyala diverses cisternes excavades a la roca, que va suposar datades des de l'antiguitat. Una llista de pobles otomans de l'any 1870 va mostrar que "Der Diwan" tenia 161 cases i una població de 459, tot i que el recompte de població només incloïa homes.
En 1882 el Survey of Western Palestine del Fons per a l'Exploració de Palestina descrivia Deir Diwan com «un gran i ben construït poble de pedra, situat sobre un terreny pla, amb una vall humida al nord i obert a terra Al sud, hi ha algunes oliveres disperses al voltant del lloc. Els habitants són en part cristians.»
En 1896 la població de Der Diwan era estimada en unes 1,338 persones.

### Època del Mandat Britànic
En el cens de Palestina de 1922, organitzat per les autoritats del Mandat Britànic Dair Dilwan, tenia 1.382 musulmans, incrementats en el cens de 1931 a 1.688 musulmans, en un total de 384 cases.
En el cens de 1945 la població era de 2.080 musulmans, mentre que l'àrea de terra era de 73,332 dúnams, segons una enquesta oficial de terra i població. D'aquests, 5.052 eren per plantacions i regadiu, 10.695 per cereals, mentre 164 dúnams eren sòl edificat.

### Després de 1948
En la vespra de guerra araboisraeliana de 1948, i després dels acords d'armistici araboisraelians de 1949, Deir Dibwan fou ocupada pel regne haixemita de Jordània. Després de la Guerra dels Sis Dies de 1967 va romandre sota l'ocupació israeliana.

#### Migron
Segons el govern israelià, la Cort Suprema d'Israel, i l'organització israeliana Pau Ara, la terra de l'assentament il·legal israelià de Migron es troba a la propietat de nombroses famílies palestines que viuen a Burqa i Deir Dibwan.
L'agost de 2008, el lideratge dels colons de Migron va votar una proposta del Ministeri de Defensa israelià per traslladar l'assentament no autoritzada Migron, possiblement a una àrea no desenvolupada d'un assentament proper. Des de l'informe del Comitè Sasson per part del govern israelià es va concloure que es van invertir més de 4 milions de NIS de fons públics en l'assentament. El 17 de desembre de 2006, l'Estat israelià va respondre una petició dels propietaris legals, palestins de Deir Dibwan i Burqa, l'Estat israelià va admetre que mai no hi hagué cap autorització de cap funcionari, atorgat pel seu establiment. A més, l'Estat israelià va admetre les posicions més avançades en terrenys privats palestins. Després que el primer ministre israelià, Ehud Olmert, i el ministre de Defensa israelià, Ehud Barak, van decidir evacuar l'assentament no autoritzat de Migron, la Fiscalia de l'Estat israelià va informar al Tribunal Superior de Justícia israelià la decisió.

#### Associació Deir Dibwan
L'Associació Deir Debwan té la seu a Nova Jersey, Estats Units. La pertinença no es limita a cap clan o tribu específic. Compta amb representants de cada clan o tribu, així com grups de refugiats que viuen a la ciutat. L'associació serveix per proporcionar un enllaç a la ciutat, una font d'identitat per als seus membres, per augmentar l'honor dels seus membres i també augmentar l'honor de la ciutat. Aquesta associació proporciona una font d'honor per a aquells que viuen als Estats Units i pels familiars a la ciutat.